# Káptalantóti
Káptalantóti je vas na Madžarskem, ki upravno spada pod podregijo Tapolcai Županije Veszprém.